# بيرناردينو خوسيه دي كامبوس جونيور
بيرناردينو خوسيه دي كامبوس جونيور هو محامي وسياسي برازيلي، ولد في 6 سبتمبر 1841 في بوسو أليغري في البرازيل، وتوفي في 18 يناير 1915 في ساو باولو في البرازيل. انتخب النائب الاتحادي لساو باولو ‏ وانتخب عضو مجلس الشيوخ من البرازيل ‏.